# Concha Buika
Concha Buika, född 1972 i Palma de Mallorca, är en spansk sångerska, numera bosatt i USA. Hon är känd för sin unika sångröst, och har samarbetat med bland annat artisten Nelly Furtado, samt filmskaparen Pedro Almodóvar i hans film La piel que habito (Huden jag lever i). 

## Biografi
Concha Buika började sin karriär som trummis och basist, men övergick till enbart sång eftersom: " Ingen i Spanien var intresserad av en kvinnlig trummis och jag blev trött på att  höra nej, nej, nej." I slutet av 1990-talet började hon bli känd för sina framträdanden på nattklubbarna i Madrid där hon sjöng coplas - en populär form av spanska folksånger. Hon släppte sin första skiva Mestizüo år 2000 och har även publicerat boken A los que amaron a mujeres difíciles y acabaron por sotares.

## Diskografi
- Mestizüo (2000) med pianisten Jacob Sureda
- Buika (2005)
- Mi niña Lola (2006)
- Niña de fuego (2008)
- El último trago (2009)
- En mi piel (2011)
- La noche mas larga' (2013)
- Vivir sin miedo (2015)